# Winthemia ruficrura
Winthemia ruficrura är en tvåvingeart som först beskrevs av Villeneuve 1916.  Winthemia ruficrura ingår i släktet Winthemia och familjen parasitflugor. Inga underarter finns listade i Catalogue of Life.